# Overture for a festival (Smith)
Overture for a festival is een compositie voor harmonieorkest van de Amerikaanse componist Claude T. Smith. Het is zijn eerste werk voor een jeugdharmonieorkest. 